# 黄友谋
黄友谋（1910年—1988年），男，广东梅县人，中国教育家、物理学家，九三学社社员，曾任广东省人大常委会副主任、暨南大学副校长、中山大学副校长。